# Tadeusz Rajmund Doria-Dernałowicz
Tadeusz Rajmund Doria-Dernałowicz (ur. 1794 w Zasulu, zm. 15 lutego 1862 w Repkach) – dziedzic dóbr Repki, syn szambelana królewskiego Wincentego Doria-Dernałowicza i Konstancji Grabowskiej.

## Życiorys
W młodości Tadeusz Rajmund Doria-Dernałowicz był kandydatem do ręki szlachcianki Delfiny Komar, jednak ostatecznie poślubiła ona w 1825 właściciela dóbr w Tulczynie, Mieczysława Potockiego. 25 kwietnia 1827 w katedrze Świętego Krzyża w Warszawie poślubił najmłodszą córkę starosty mielnickiego Adama Szydłowskiego i Wiktorii Kuczyńskiej, Ewę Szydłowską. Żona Doria-Dernałowicza wniosła mu w posagu majątek Repki, a wkrótce Tadeusz został również właścicielem dóbr Wiktoryn i Zabłocie. Pierwsze małżeństwo Tadeusza Rajmunda było bezpotomne. Ewa z Szydłowskich Dernałowiczowa zmarła 20 września 1838 w Genewie.
25 sierpnia 1842 w kościele św. Mikołaja w Krakowie Tadeusz Rajmund ożenił się ponownie. Jego drugą żoną została Józefa Kuszel z Hulidowa, córka pułkownika Wojska Polskiego Antoniego Kuszel i Teresy Thabasz-Załuskiej. 13 października 1843 w Repkach urodził się jedyny syn Tadeusza, nazwany imieniem Wincenty. Syn Doria-Dernałowicza zmarł jednak 9 kwietnia 1844, mając pięć miesięcy. 5 października 1844 w Warszawie Tadeuszowi Rajmundowi urodziła się córka Ewa Maria, która wyszła w 1863 za mąż za swego kuzyna Seweryna Doria-Dernałowicza, wraz z którym przejęła majątek po śmierci ojca. Druga żona Tadeusza umarła 7 maja 1847 w Pizie.
Po ponownym odnowieniu Tadeusz Rajmund rozpoczął działalność fundacyjną i charytatywną. W 1858 zakupił od Jana Pawła Markowskiego majątek Wyrozęby i w tym samym roku rozpoczął budowę kościoła pod wezwaniem Trójcy Przenajświętszej, którego budowa zakończyła się już po śmierci fundatora w 1865. 17 stycznia 1862 Dernałowicz na mocy darowizny notarialnej zapisał swój majątek Wyrozęby-Podawce, w celu utworzenia w tym miejscu Instytutu Dobroczynności pod wezwaniem św. Judy Tadeusza. Zmarł 15 lutego 1862 w Repkach i został pochowany w ufundowanym przez siebie kościele w Wyrozębach.